# أياكو فوتجيتاني
أياكو فوتجيتاني (باليابانية: 藤谷文子) هي روائية وكاتِبة وعارضة وممثلة يابانية، ولدت في 7 ديسمبر 1979 بأوساكا في اليابان.

## أعمال

### أفلام
- (2008) طوكيو!

## وصلات خارجية
- أياكو فوتجيتاني على موقع IMDb (الإنجليزية)
- أياكو فوتجيتاني على موقع ألو سيني (الفرنسية)
- أياكو فوتجيتاني على موقع أول موفي (الإنجليزية)
- أياكو فوتجيتاني على موقع قاعدة بيانات الفيلم (الإنجليزية)
- أياكو فوتجيتاني على موقع كينوبويسك (الروسية)